# 슈퍼전파자

사스(SARS)의 슈퍼 전파가 일어난 홍콩 메트로폴 호텔 9층

슈퍼전파자( - 傳播者) 또는 슈퍼스프레더(영어: super-spreader)는 동일한 바이러스나 세균에 감염된 다른 개인보다 특별히 많은 2차접촉자를 감염시키는 숙주를 말한다. 일부 슈퍼전파는 약 20%의 감염된 개인들이 80%의 전파의 원인이 되는 80-20의 법칙을 따르지만, 그보다 높거나 낮은 비율을 전파하는 경우에도 슈퍼전파라 할 수 있다. 슈퍼감염이 있는 유행병에서 대부분의 개인들은 상대적으로 적은 2차접촉자를 감염시킨다.
슈퍼전파는 여러 요인에 의해 형성되는데, 여기에는 집단면역의 감소, 병원내감염, 발병력, 바이러스량(viral load), 오진, 에어로졸 전파, 면역억제, 다른 병원체와의 공동감염 등이 포함된다.

## 슈퍼전파자의 정의
슈퍼전파는 대략적으로 정의되어 있으나, 보다 명백하게 슈퍼전파(SSE, super-spreading event)임을 만족하는 조건에 대한 노력이 기울여져 왔다. 로이드 스미스(Lloyd-Smith) 등은 2005년 다음과 같은 슈퍼전파 확인의 원안을 정의하였다.
1. 문제가 되는 질병과 사람 수에 대한 유효증식수를 'R'이라 한다.
2. 개체 변이 없는 확률성에 의한 예상 범위 'Z'를 표시하는 평균 'R'의 푸아송 분포를 구성한다.
3. 다른 'Z(n)'명보다 많이 감염시키는 감염자를 슈퍼전파자로 정의한다. 여기에서 'Z(n)'는 푸아송('R') 분포의 n번째 백분위수를 의미한다.

이 안에 따르면 동족으로 구성된 인구의 99%의 전염의 내력에서 예상되는 것보다 더 많은 감염자를 발생했을 때 99번째 백분위수의 슈퍼전파로 정의한다.
중국 베이징에서 2003년 사스가 발생했을 때, 역학자들은 최소 8명에 사스를 전염시킨 개인을 슈퍼전파자로 정의하였다.
슈퍼전파자는 질병의 증세를 보일 수도 보이지 않을 수도 있다.

## 슈퍼전파의 요소
| 면역력이 없고 건강 면역력이 있고 건강 면역력이 없고 전염성 있는 환자 |

구성원의 면역력 유무에 따른 감염 전파 양상
면역력이 없고 건강
면역력이 있고 건강
면역력이 없고 전염성 있는 환자

슈퍼전파자는 감염 기간 동안 병원체를 통상의 수보다 많이 배출하는 것으로 인식되어 왔다. 이는 그들과의 접촉에서 슈퍼전파자가 아닌 환자들과의 동일 지속 기간의 접촉에서 보이는 것보다 높은 바이러스량에 노출되게 한다.

### 기초감염재생산수
기초감염재생산수 R0는 완전히 병에 걸리기 쉬운 집단에서의 전형적인 감염자에 의한 2차 감염의 평균을 말한다. 기본감염재생성수는 평균 접촉 횟수와 병에 걸리기 쉬운 개인이 감염될 확률의 평균을 곱하여 얻는다. 여기에서 '병에 걸리기 쉬운 개인이 감염될 확률'을 'shedding potential(발산 잠재력)'이라 한다. 

## 같이 보기
- 2019-2020년 신종 코로나바이러스 유행